# Ołena Tatarkowa
Ołena Tatarkowa, ukr. Олена Tатаркова (ur. 22 sierpnia 1976 w Duszanbe) – ukraińska tenisistka, finalistka Wimbledonu 1999 w grze podwójnej, reprezentantka kraju w rozgrywkach Pucharu Billie Jean King, olimpijka.

## Kariera tenisowa
Status profesjonalny uzyskała w 1993 roku.
W 1999 roku, startując w parze z Mariaan de Swardt, dotarła do finału Wimbledonu. W finale duet de Swardt-Tatarkowa przegrał z Lindsay Davenport oraz Coriną Morariu 4:6, 4:6.
Rok później wystąpiła na igrzyskach olimpijskich w Sydney w grze podwójnej. Startując w parze z Anną Zaporożanową odpadła w drugiej rundzie turnieju.
W cyklu WTA Tour wygrała cztery turnieje w grze podwójnej. Ponadto w swojej karierze zwyciężyła w czterech singlowych oraz dwudziestu pięciu deblowych turniejach rangi ITF. Najwyżej w rankingu WTA była sklasyfikowana na 45. miejscu w singlu (18 stycznia 1999) oraz 9. w deblu (5 lipca 1999).
W 2006 roku ogłosiła zakończenie kariery.

## Historia występów wielkoszlemowych

### Występy w grze pojedynczej
| Turniej                    | 1994 | 1995 | 1996 | 1997 | 1998 | 1999 | 2000 | 2001 | 2002 | 2003 | 2004 | Zw.-Por. |
| -------------------------- | ---- | ---- | ---- | ---- | ---- | ---- | ---- | ---- | ---- | ---- | ---- | -------- |
| Australian Open            | A    | LQ   | A    | A    | 1R   | 1R   | LQ   | A    | 1R   | LQ   | LQ   | 0–3      |
| French Open                | A    | A    | LQ   | LQ   | 3R   | 1R   | LQ   | LQ   | LQ   | LQ   | LQ   | 2–2      |
| Wimbledon                  | LQ   | A    | A    | LQ   | 2R   | 2R   | A    | LQ   | 1R   | LQ   | LQ   | 2–3      |
| US Open                    | A    | A    | LQ   | LQ   | 1R   | 1R   | A    | LQ   | LQ   | LQ   | LQ   | 0–2      |
| Zw.-Por. w Wielkim Szlemie | 0–0  | 0–0  | 0–0  | 0–0  | 3–4  | 1–4  | 0–0  | 0–0  | 0–2  | 0–0  | 0–0  | 4–10     |

### Występy w grze podwójnej
| Turniej                    | 1996 | 1997 | 1998 | 1999 | 2000 | 2001 | 2002 | 2003 | 2004 | Zw.-Por. |
| -------------------------- | ---- | ---- | ---- | ---- | ---- | ---- | ---- | ---- | ---- | -------- |
| Australian Open            | A    | A    | 3R   | 3R   | 1R   | A    | 1R   | 2R   | 1R   | 5–6      |
| French Open                | 1R   | A    | 1R   | 1R   | 2R   | SF   | 2R   | 1R   | 1R   | 6–8      |
| Wimbledon                  | A    | 1R   | 2R   | F    | A    | 1R   | 3R   | 2R   | 1R   | 9–7      |
| US Open                    | A    | 2R   | 2R   | 1R   | A    | 1R   | 1R   | 2R   | 1R   | 3–7      |
| Zw.-Por. w Wielkim Szlemie | 0–1  | 1–2  | 4–4  | 7–4  | 1–2  | 4–3  | 3–4  | 3–4  | 0–4  | 23–28    |

## Finały turniejów WTA
| Legenda                | Legenda |
| ---------------------- | ------- |
| Wielki Szlem           |         |
| Igrzyska olimpijskie   |         |
| WTA Tour Championships |         |
| 1988 – 2008            |         |
| Kategoria I            |         |
| Kategoria II           |         |
| Kategoria III          |         |
| Kategoria IV           |         |
| Kategoria V            |         |

### Gra podwójna 12 (4-8)
| Końcowy wynik | Nr | Data                 | Turniej           | Nawierzchnia    | Partnerka                | Przeciwniczki                        | Wynik finału         |
| ------------- | -- | -------------------- | ----------------- | --------------- | ------------------------ | ------------------------------------ | -------------------- |
| Finalistka    | 1. | 2 sierpnia 1998      | Stanford          | Twarda          | Łarysa Sawczenko-Neiland | Lindsay Davenport Natalla Zwierawa   | 4:6, 4:6             |
| Finalistka    | 2. | 16 sierpnia 1998     | Manhattan Beach   | Twarda          | Tamarine Tanasugarn      | Martina Hingis Natalla Zwierawa      | 4:6, 2:6             |
| Finalistka    | 3. | 18 października 1998 | Zurych            | Twarda (hala)   | Mariaan de Swardt        | Venus Williams Serena Williams       | 7:5, 1:6, 3:6        |
| Finalistka    | 4. | 31 października 1998 | Luksemburg        | Dywanowa (hala) | Łarysa Sawczenko-Neiland | Jelena Lichowcewa Ai Sugiyama        | 7:6, 3:6, 0:2, krecz |
| Zwyciężczyni  | 1. | 16 stycznia 1999     | Hobart            | Twarda          | Mariaan de Swardt        | Alexia Dechaume Émilie Loit          | 6:1, 6:2             |
| Finalistka    | 5. | 4 lipca 1999         | Wimbledon, Londyn | Trawiasta       | Mariaan de Swardt        | Lindsay Davenport Corina Morariu     | 4:6, 4:6             |
| Finalistka    | 6. | 27 lutego 2000       | Oklahoma          | Dywanowa (hala) | Tamarine Tanasugarn      | Kimberly Po Corina Morariu           | 4:6, 6:4, 2:6        |
| Zwyciężczyni  | 2. | 23 lutego 2002       | Memphis           | Twarda (hala)   | Ai Sugiyama              | Melissa Middleton Brie Rippner       | 6:4, 2:6, 6:0        |
| Finalistka    | 7. | 6 kwietnia 2003      | Casablanca        | Ceglana         | Henrieta Nagyová         | Gisela Dulko Maria-Emilia Salerni    | 3:6, 4:6             |
| Zwyciężczyni  | 3. | 20 kwietnia 2003     | Budapeszt         | Ceglana         | Petra Mandula            | Conchita Martínez Tetiana Perebyjnis | 6:3, 6:1             |
| Zwyciężczyni  | 4. | 10 sierpnia 2003     | Helsinki          | Ceglana         | Jewgienija Kulikowska    | Tetiana Perebyjnis Silvija Talaja    | 6:2, 6:4             |
| Finalistka    | 8. | 26 października 2003 | Luksemburg        | Twarda (hala)   | Marlene Weingärtner      | Marija Szarapowa Tamarine Tanasugarn | 1:6, 4:6             |